# 田中千代美
田中 千代美（たなか ちよみ、1961年5月7日 - ）は、日本のバレーボール指導者、元選手。

## 来歴
新潟県岩船郡神林村（現：村上市）出身。村上女子高校卒業後、1980年日本電気バレーボール部に入部。1984年から1986年までチーム主将を務めた。
センタープレーヤーとしては低身長だがブロックを得意とし、在籍10シーズンで日本リーグ歴代3位の通算ブロック決定本数をマークした。
1990年に現役引退。1992年、実業団の北越銀行（本店：長岡市）バレーボール部創部と同時に監督に就任し、1998年チームをV1リーグ（現：チャレンジリーグ）昇格に導いた。
1999年に北越銀行バレーボール部が休部（廃部）になったことに伴い、選手の新たな受け皿として地域バレーボールクラブのベスビアス長岡（現：ベスビアス新潟）を結成した。長岡市バレーボール協会に所属し、同チームの監督を務めていた。
2024年にベスビアス新潟の監督を退任。リガーレ仙台の監督に就任した。

## 所属チーム

### 選手
- 村上女子高校
- 日本電気 （1980-1990年）

### 指導者
- 北越銀行 監督（1992-1999年）
- ベスビアス長岡/ベスビアス新潟 監督（1999-2024年）
- リガーレ仙台 監督（2024-）